# Furacão Dot (1959)
O Furacão Dot de agosto de 1959 foi na época o ciclone tropical mais caro na história do Havaí. Em 1 de agosto Dot foi primeiro identificado com uma forte tempestade tropical no sudeste do Havaí. A tempestade era potencialmente uma continuação do anterior ciclone tropical sem nome que tinha sido monitorizado a oeste da Península de Baja California de 24 a 27 de julho, mas nunca foi confirmado por falta de relatórios de navios. Dot intensificou rapidamente, chegando ao estatuto de furacão em seis horas depois de ser nomeado. Em 3 de agosto, Dot atingiu a sua intensidade máxima, com ventos sustendados chegando aos 240 km/h. A intensidade abrandou depois que Dot se deslocou para oeste antes de desviar-se para o noroeste em 5 de agosto, depois de enfraquecer-se num ritmo mais rápido. No dia seguinte, em 8 de agosto Dot fez o landfall em Kauai como um furacão mínimo antes de dissipar-se a oeste das ilhas Havaianas.
Dot produziu fortes chuvas e ventos ao passar ao sul da Ilha Grande, Lanai, Maui, Molokai e Oahu, resultando em pequenos danos. Em Oahu, algumas casas ao longo da costa perderam os telhadas e danos causados pelas ondas também foram relatados. Os danos causados por essas quatro ilhas totalizaram US $ 150.000 e duas mortes indiretas ocorreram em Lanai. Danos extensos ocorreram em Kauai quando Dot atingiu a costa, produzindo rajadas de vento de até 166 km/h e derrubando árvores e cabos elétricos. Um apagão geral afetou a ilha, causando falhas nos sistemas de telecomunicações e água. Embora a infraestrutura tenha sido danificada até certo ponto pelas enchentes e ventos fortes, as lavouras sofreram as maiores perdas. A safra de cana-de-açúcar sustentou US $ 2,7 milhões em perdas. No geral, em todo o Havaí os danos de Dot totalizaram US $ 6 milhões, e uma declaração de área de desastre e estado de emergência entraram em vigor para o arquipélago após a passagem do furacão.

## História meteorologica
Em 24 de julho, o navio SS Pacificus encontrou uma tempestade com ventos máximos sustentados atingindo o limite do estado de tempestade tropical a aproximadamente 1.600 km a oeste da Península de Baja California.  Apesar de relatos da localização do sistema a posição da tempestade permaneceu vaga, o Joint Typhoon Warning Center (JTWC) começou a emitir alertas e avisos de ciclones tropicais sobre o distúrbio sem nome.  Seguindo a rota de oeste-noroeste, logo após a sua descoberta a tempestade tropical atingiu o seu pico com ventos relatados em 105 km/h; no entanto, o JTWC interrompeu o monitoramento do ciclone em 27 de julho devido à falta de relatos de navios confirmando a localização da tempestade tropical.
Às 1800 UTC de 1 de agosto, um navio não identificado a aproximadamente 1.550 km a sudeste de Hilo, Havaí relatou ventos de 110 km/h dentro de uma tempestade, levando o JTWC a iniciar alertas sobre a tempestade tropical Dot. Apesar de uma correlação aparente entre Dot e o ciclone tropical anterior sem nome, a falta de relatos de navios entre 27 de julho e princípios de agosto evitou que a agência confirmasse que os dois sistemas eram os mesmos.  No entanto, o desenvolvimento após a designação foi rápido, pois o sistema seguiu para o oeste, com relatos em 2 de agosto do navio SS Sonoma indicando que Dot havia se intensificado para a força de um furacão.  A rápida intensificação continuou, e às 0000 UTC em 3 de agosto, a aeronave de reconhecimento encontrou ventos de 240 km/h e uma pressão barométrica mínima de 952 mbar (hPa; 28,11 inHg), tornando Dot um furacão de categoria 4 na escala de Saffir – Simpson dos dias modernos.  Uma análise posterior indicou que esses números constituíam a intensidade de pico do furacão.
Após atingir a máxima intensidade, Dot enfraqueceu ligeiramente, mas manteve o seu estado de categoria por mais de dois dias; durante esse tempo, ele ostentava um olho invulgarmente grande, abrangendo até 65 km de diâmetro.  No final de 4 de agosto, um quarto voo de reconhecimento na tempestade encontrou ventos de superfície de 260 km/h,  mas essa leitura foi descontada com base no fato de que as pressões eram excecionalmente altas para uma tempestade dessa intensidade. Em 5 de agosto, a tempestade passou a 145 km ao sul de Ka Lae antes que a tempestade fizesse uma curva acentuada em direção ao noroeste naquele dia. Uma fase de enfraquecimento mais definida começou após este ponto, e durante a noite de 6 de agosto, Dot fez landfall na costa do Kauai com ventos estimados em 140 km/h, tornando a tempestade equivalente a um furacão de categoria 1 no momento do desembarque. Depois de atravessar a ilha, Dot foi rebaixado para intensidade de tempestade tropical e curvou de volta para o oeste, antes de eventualmente se dissipar em 8 de agosto.

## Preparativos, impacto e consequências
Em 3 de agosto, o Departamento de Meteorologia dos Estados Unidos emitiu um alerta de furacão para as áreas costeiras da Ilha Grande nos distritos de Kau e Puna. Enquanto Dot assolou as ilhas havaianas, vários avisos de vendaval e avisos de pequenas embarcações mudaram para o oeste para refletir o caminho previsto do furacão. Devido à mudança repentina de movimento da tempestade para o norte, avisos de furacão foram emitidos para partes de Oahu e do canal de Kauai antes de serem emitidos apenas para a ilha de Kauai. Todos os alertas e avisos foram descontinuados em 7 de agosto depois que a tempestade enfraqueceu abaixo da intensidade de furacão. Funcionários da defesa civil em Oahu e Kauai foram avisados pelas agências de defesa civil e pela Cruz Vermelha americana para se prepararem para a emergência. Aproximadamente 400 pessoas fugiram das praias de Kauai devido à ameaça de maré de tempestade,  com um adicional de 500 pessoas sendo evacuadas pelas autoridades conforme a tempestade se aproximava da ilha.  Depois que a tempestade causou inundações em Kauai, quase 1.000 pessoas evacuadas de áreas submersas para escolas, arsenais e instalações públicas reaproveitadas como abrigos de emergência.
Passando bem ao sul da Ilha Grande, Lanai, Maui, Molokai e Oahu, os danos de Dot nessas ilhas foram menores.  A precipitação na Ilha Grande chegou a 100 mm e causou inundações localizadas em algumas áreas, enquanto os danos das ondas ocorreram em Ka Lae e ao longo da costa de Kona da ilha. Os ventos em uma estação em Ka Lae atingiram 140 km/h.  As inundações também ocorreram em Oahu, e ao longo da costa as casas foram danificadas e os carros foram danificados por projéteis voando após serem submetidos a ventos estimados em 95 km/h. Fora de Lanai, um capitão de rebocador morreu por causas indiretas à tempestade, depois que ele escorregou entre dois barcos em mar agitado enquanto tentava passar para outro navio. Outra morte indireta ocorreu em Lanai em um acidente de transito resultante da chuva de Dot.  Os danos nas ilhas havaianas fora de Kauai foram estimados em US $ 150.000.
A ondulação forte ao longo da costa do Kauai combinado com as chuvas torrenciais produziram inundações costeiras generalizadas.  As ondas em Port Allen chegaram a 10,7 m.  As plantações de abacaxi foram inundadas, com perdas superiores a US $ 200.000. Os danos à infraestrutura como resultado da ação das ondas foram irregulares, mas mesmo assim chegaram a US $ 100.000.  Em agosto a precipitação total de 1959 em Lihue, em grande parte atribuída a Dot, mediu 207 mm , 150 mm além do normal.  A forte chuva fez com que rios e riachos aumentassem e inundassem as áreas adjacentes.  Apesar de chegar à terra firme como um furacão fraco de categoria 1, Dot trouxe ventos prejudiciais para o interior, com uma rajada de vento máxima de 166 km/h relatado no Farol de Kilauea. No entanto, rajadas de até 200 km/h foram estimados com base na quebra de palmeiras. Ventos fortes danificaram centenas de edifícios nas áreas de Kilauea, Lihue e Lawai, Havaí.  Perdas extensas resultaram do dano e queda de árvores de macadâmia. No entanto, das lavouras de Kauai, a cana sofreu o maior impacto com cifras de danos chegando a US $ 2,7 milhões. A queda das linhas de eletricas causou um apagão em toda a ilha; linhas caídas também bloquearam estradas. O abastecimento de água para algumas comunidades falhou devido à falta de eletricidade. Com exceção dos transmissores de rádio de emergência, as telecomunicações em Kauai falharam. O número de danos causados por Dot para a totalidade de Havaí totalizaram US $ 6 milhões, tornando o furacão o mais caro da história do Havaí antes de ser superado pelos furacões Iwa, Iniki e Iselle em 1982, 1992 e 2014, respectivamente. Ajustado pela inflação, o número de danos de Dot se aproxima de US $ 50 milhão.
Devido aos danos em Kauai causados por Dot, a ilha foi declarada uma área de grande desastre. Substituindo o governador William F. Quinn, o secretário havaiano Edward E. Johnston declarou estado de emergência para o Havaí e alocou fundos para a reparação de estradas e propriedades públicas. O Departamento de Meteorologia dos Estados Unidos concedeu ao tripulantes do navio SS Sonoma um prêmio de serviço público em 7 de outubro de 1959 por servir como reconhecimento do furacão Dot ao longo da sua existência.